# Obyčejný graf
V teorii grafů se termínem obyčejný graf označuje takový graf, jenž neobsahuje smyčky ani rovnoběžné hrany.

## Počet hran
Označme si písmenem {\displaystyle u} počet uzlů v grafu. Obyčejný neorientovaný graf může obsahovat maximálně {\displaystyle {\frac {u*(u-1)}{2}}} hran. Orientovaná verze obyčejného grafu může obsahovat maximálně {\displaystyle u*(u-1)} hran.